# Ruthless Records
A Ruthless Records egy lemezkiadó Los Angeles-ben.

## Megalakulása
Amikor a későbbi rapsztárt, Eazy-E-t kirúgták a középiskolából elkezdett drogot árulni, amiből rendesen megélt. Maradt pénze, amikor abbahagyta, mert érezte, hogy nem bírja tovább. Ezért, hogy a pénz ne vesszen kárba, megalapította a Ruthless Recordsot, a Priorityval megegyezve. A későbbi résztulajdonossal, Jerry Hellerrel később találkozott, az első szám, a Boyz N Tha Hood után.

## Boyz N Tha Hood
A Boyz N Tha Hood volt az első száma a Ruthless kiadónak. A szövegét Ice Cube, a zenét pedig Dr. Dre csinálta. Ez a szám jelenti az igazi Ruthless kiadót, mivel ezután szállt be Jerry Heller, és ekkor Eazy-E elhatározta, hogy a kiadóra fog koncentrálni.

## Kezdetek
Amikor 1987-ben Eazy-E megismerkedett Ice Cube-al, Dr. Drevel, Arabian Prince-val, D.O.C.-vel, DJ Yella-val, elhatározta, hogy megalakítja az első Gangsta-Rap együttest, az N.W.A.-t, "Niggaz Wit Attitudes" (Négerek tehetséggel, Tehetséges négerek, több neve is van.) Az első underground album a NWA n tha Posse 1987-ben jelent meg. Az igazi beugrás, akkor jött be, amikor felállt a mai napig ismert N.W.A.: Eazy-E, Ice Cube, Dr Dre, MC Ren és DJ Yella. Az első albumuk, a Straight Outta Compton aranylemez lett.

## Ice Cube kilépése
Amikor az N.W.A. látszólag elérte a csúcsát, Ice Cube megkérte Eazy-E-t, hogy kiadhassa a szólóalbumát. Eazy-E beleegyezett, de a másik résztulajdonos, Jerry Heller ellenezte a dolgot. Ezért Ice Cube elhagyta az N.W.A. együttest és a Lench Mob Recordshoz távozott.

## 100 Miles and Runnin
Az utolsó N.W.A. album a 100 Miles And Runnin' és a Efil4zaggin, ami a Niggaz 4 Life szavak betűinek megcserélése. Ezután Dr. Dre is elhagyta az együttest, mert kevesellte a pénzt amit kapott, és Marion "SUGE" Knight-tal megalapította a Death Row Recordsot, ahol kiadta szólóalbumát: The Chronic (1992), ami óriási siker lett.

## Az N.W.A. feloszlása után
Dr. Dre kilépése után bár feloszlott az N.W.A., Eazy-E nem adta fel. Még Dr. Dre Death Row-s debütáló albuma évében, az 1991-ben leszerződtetett Above The Law kiadta a Black Mafia Life című albumát.
Az albumon közreműködött 2Pac, MC Ren, Money-B, Kokane és Eazy-E is. Egyesek szerint, eredetileg Cold 187 (az Above The Law egyik tagja) találta ki a G-Funk stílust, és Dre csak elleste tőlük. 1993-ban Eazy-E kiadta első G-Funk albumát, az Its On (Dr Dre) 187UM Killa-t. Ez az album is óriási nagy siker lett, mára több mint 3 millió darab kelt el. A leginkább ismert szám a 'Real Motherfucking G's' egy válasz volt Dre 'Fuckin' Wit' Dre Day' című számára. Eazy-E a 'Real Motherfucking G's'-ben említi, hogy Dre csak egy Rappel a Gangster dolgokról, de igazából ő nem is gengszter. Ezért Dre-t és Snoop-ot 'Studio Gangsters'-nek nevezi. A számban közreműködött BG Knocc Out és Gangsta Dresta, akik testvérek. Már akkor készültek kiadni albumukat, de arra csak 1995-ben került sor. 1994-ben a Ruthless leszerződtette a Bone Thugs-N-Harmony rap csapatot, akik igen híresek sajátos gyors rappelésükről. A Bone Thugs 5 tagból áll: Bizzy Bone, Wish Bone, Layzie Bone, Krayzie Bone és Flesh-N-Bone. Flesh csak néhány számon hallható. Például: Down 4 Ma Thang, Foe Tha Luv Of $, Creepin On Ah Come Up. Még 1994-ben az Above The Law kiadta harmadik albumát, az Uncle Sam's Course-t. (Az első album a Livin' Like Hustlers volt, de az nem Ruthless-es kiadvány.) Az albumon közreműködött Kokane és Tone Loc.

## Eazy-E halála és következményei
E tragikus esemény után Above The Law átszerződött a Tommy Boy Recordshoz. Dr. Dre és Eazy-E még a kórházban kibékültek, Ice Cube pedig egy interjúban említette, hogy találkoztak és kibékültek már. Snoop pedig betelefonált az egyik Eazy-E tiszteletére szóló rádió show-ba és elnézést kért szidalmazásaiért. Még 1995-ben kiadtak egy Eazy-E tiszteletére szóló albumot, név szerint az Eternal E-t. Bone Thugs-N-Harmony is kiadott egy albumot, az E 1999 Eternalt. Készítettek egy számot emlékére, a Tha Crossroads-t. Bone még egészen 2001-ig a Ruthless-nál maradt. BG Knocc Out és Dresta átment a Def Jam Recordingshez és kiadta Real Brothas című albumát. Az album eredetileg a Ruthless-nél lett volna kiadva. Eazy-E emlékére megcsinálták a 50/50 Luv című számot. Ők folytatták Dr. Dre és Snoop szidását a DPG Killa című számban. Eredetileg Eazy-E is szerepelt volna ebben a számban. 1996-ban kiadásra került Eazy-E egy befejezetlen projektje, a Str8 Off The Streets Of Muthaphukkin Compton. Olyan előadók működtek közre rajta, mint BG Knocc Out, Dresta, Sylk-E-Fyne, MC Ren, DJ Yella.
Még ebben az évben Yella is kiadta albumát, az One Mo Nigga ta Go-t, amin ő nem rappel, csak producerként működik közre. 1997-ben Bone kiadta az 'Art Of War' dupla lemezes albumát, amin még 2Pac is szerepel a Thug Luv című számban. Egy interjú szerint, Pac bement a kiadóba, 122 másodperc alatt megírta a szövegét, felvette, és elment. Bone csak később vette fel saját részeiket. 2000-ben kiadták a BTNHResurrection című albumukat, Flesh-N-Bone közreműködésével. Flesh igazából sosem lett leszerződtetve a Ruthless-hez, csak közreműködött a Bone albumokon. 2001-ben Bone kiadta utolsó Ruthless albumát, a Thug World Order-t. Még abban az évben Flesh-t bebörtönözték 11 évre, mert egy AK–47-essel fenyegette meg szomszédját. Bizzy kivált a csapatból az album kiadása után. 2002-ben megjelent az Impact Of A Legend Eazy-E album, ami kiadatlan számok feldolgozásából áll.

## A Ruthless Records rapperei, zenészei
- Eazy-E
- Ice Cube
- Dr. Dre
- Arabian Prince
- D.O.C.
- DJ Yella
- Bone-Thugs-N-Harmony
- Kokane
- BG. Knocc Out
- Gangsta Dresta
- Cold 187
- Above The Law
- Blood Of Abraham
- Steffon
- Penthouse Players Clique
- Michel'le
- Menajahtwa
- Baby S
- Mc Ren